# 鳥竜種 (モンスターハンターシリーズ)
鳥竜種（ちょうりゅうしゅ）とは、モンスターハンターシリーズに登場するモンスターの分類のひとつである。作中では二足歩行し、大型モンスターとしては細身の体を持つ種族で、生態系の中層を占めており、中型の肉食種から小型の飛竜を含むとされる。
この種族は全て「イグルエイビス」という鳥脚亜目を祖先とし、ランポスを代表とする走竜下目は「ケプトス」、イャンクックを代表とする鳥脚下目は「ボルドル」がそれぞれの共通した祖先であるという設定である。

## モンスター

### ランポス
- 登場作品：MH／MHG／MHP／MH2／MHP2／MHP2G／MH4／MH4G／MHX／MHXX／MHRS／MHF
- 作品中の分類：竜盤目鳥脚亜目走竜下目ランポス科
- 全長：約578センチメートル／全高：約194センチメートル／脚裏のサイズ：約45センチメートル

青い鱗に黒い縞模様が特徴の鳥竜種。手首から先が扇状に広がり、爪は7本ある。小型の獣脚類であるドロマエオサウルス類のように、後肢には大きな鉤爪を備える。
群れで行動し、敵を発見すると鳴き声で仲間を呼ぶ。環境適応力が強く、密林や樹海など様々な地域で確認される。周辺の生物の存在を察知する感覚を持ち合わせており、獲物に対しては集団で襲い掛かる。餌は主にアプトノスなどの草食系モンスターのほか、リオス科の卵も好んで狙う。ただし、リオス科の成体には逆に餌として狙われることもあるという設定である。
動きは直線的で、前肢は使用せず、噛み付きと飛びかかりが主な攻撃方法である。MH2の繁殖期・ランポス営巣エリアおよびMHP2では、巣穴の付近で休眠行動を取るボスモンスターを、周辺のランポスが攻撃することがある。

### ドスランポス
- 登場作品：MH／MHG／MHP／MH2／MHP2／MHP2G／MH4／MH4G／MHX／MHXX／MHF
- 作品中の分類：竜盤目鳥脚亜目走竜下目ランポス科
- 全長：約738.4センチメートル／全高：約250センチメートル／脚裏のサイズ：約60センチメートル

ランポスのリーダー。大柄な体格と赤いトサカが特徴。前肢や後肢の爪も大きく肥大化し、赤くなっている。
子分であるランポスは、ドスランポスの呼び出しがあるまでテリトリー内の所定位置で待機している。MH2以降は戦闘場所が密林へと移行したため、この習性は見られない。ドスランポスをはじめとしたランポス系モンスターの群れのリーダーとなる者は、耐久力などが通常の個体を大きく上回っている。また、ダメージを受けて追い込まれるとエリアを移動して体勢をたてなおすなど、知能も高い。
MH4では未知の樹海にのみ出現する。拘束攻撃が追加されており、ドスゲネポス、ドスイーオスも同様に使用してくる。
MHFに登場する特異個体はトサカの形状が通常の個体と異なり、尻尾が太くなっている。飛びかかり攻撃の着地時に振動が発生し、ジグザグにステップしながら4連続の体当たりや尻尾なぎ払いなどを繰り出す。また、閃光を受けると激しく抵抗し、攻撃力が大幅に上昇している。変種はフォワード.2以前は肉質が非常に硬かったが、フォワード.2以降は肉質が大幅に軟化し、攻撃力は剛種に匹敵するほど高くなっている。MHFのG級では、高速の体当たりや体液を吐くなどの攻撃を行うようになった。この体液は、吐くたびに効果が異なるという性質を持ち、ハンターを悪臭まみれにする、武器の斬れ味を鈍くする、直撃した者を泥酔状態にする、磁力やられの効果を発揮する、防御力を半分にする、アイテムの「モドリ玉」を使用した時のようにハンターをベースキャンプにワープさせるなどの効果がある。

### ギアノス
- 登場作品：MHG／MHP／MH2／MHP2／MHP2G／MHX／MHXX／MHF
- 作品中の分類：竜盤目鳥脚亜目走竜下目ギアノス科
- 全長：約577センチメートル／全高：約194センチメートル／脚裏のサイズ：約45センチメートル

主に雪山に生息する、白と水色の鱗を持つ鳥竜種。姿はランポスに酷似しており、ランポスの群れに紛れていることもあった。そのため、ランポスの亜種とされており白ランポスと呼ばれていたが、MHP2で別個体ということが発覚し、ギアノスという正式名称がつけられたという設定である。
戦闘時には直線的な飛びつき攻撃をしてくるが、ランポスと違い、氷液を吹きかける攻撃も行う。MH2、MHFでは、ギアノスが吐き出した氷液に触れるとキャラクターの動作が制限される「雪だるま」と呼ばれる状態異常に陥るが、MHP2ではダメージのみに調整されている。MHGやMHPでは氷液を吐くことはない。また、MHFではハンターを雪だるま状態にするブレス攻撃しか行わない。

### ドスギアノス
- 登場作品：MHP2／MHP2G／MHXX
- 作品中の分類：竜盤目鳥脚亜目走竜下目ギアノス科
- 全長：約738センチメートル／全高：約250センチメートル／脚裏のサイズ：約60センチメートル

ギアノスのリーダー。水色のトサカと肥大化した爪を持つ。
ギアノスと同様に氷液を吐き、食らうとダメージと共に「雪だるま」状態になる。 この状態に陥ると、基本的に移動しかできなくなる。
MHFにはついに実装される気配すらなくサービスを終了したものの、インタビューなどで取り上げられることはあり、ゲーム内イベントでも実際に「雪山で新種の白い鳥竜種を目撃した」という"デマ"を発端とした話があるなど、公式もドスギアノスの不在をネタにしていた。

### ゲネポス
- 登場作品：MH／MHG／MHP／MH2／MHP2／MHP2G／MH4／MH4G／MHX／MHXX／MHF
- 作品中の分類：竜盤目鳥脚亜目走竜下目ゲネポス科
- 全長：約577センチメートル／全高：約194センチメートル／脚裏のサイズ：約45センチメートル

ランポスの近縁種で、橙色と緑色がまだらになった体色をもつ。前肢の指は3本で、ランポスと同様に後肢に鉤爪をもつ。頭には一対のとさかを備えている。口先の牙が長くなっており、神経性の麻痺毒を排出する。
砂色の保護色を活かし、主に砂漠に生息する。沼地でイーオスの群れに混じっていることもある。肉食で、麻痺毒を武器に自身よりも大きな獲物も仕留めることができ、硬い甲殻をもつアプケロスもこの麻痺毒で麻痺させてから押し倒すことで、やわらかい腹側を食料とすることができるという設定である。この毒は視覚や聴覚には影響がないため、ゲネポスに襲われたものは、生きながら食われるとされる。
攻撃を受けると麻痺状態になることがある。

### ドスゲネポス
- 登場作品：MH／MHG／MHP／MH2／MHP2／MHP2G／MH4／MH4G／MHX／MHXX／MHF
- 作品中の分類：竜盤目鳥脚亜目走竜下目ゲネポス科
- 全長：約732.1センチメートル／全高：約244センチメートル／脚裏のサイズ：約45センチメートル

ゲネポスのリーダー。ゲネポス特有の、左右に張り出した一対のとさかが翼のような形に長大化し、麻痺牙もゲネポスより発達している。麻痺毒の持続時間が通常のゲネポスより長い。
変種はドスランポス変種と同じく、フォワード.2で攻撃力が大幅に上昇しているが、肉質は非常に柔らかく、属性攻撃への耐性が高い。MHFのG級では麻痺属性のブレスを放つようになったほか、遠距離まで瞬時に駆け抜けるタックル攻撃、全身から麻痺効果の放電を発する攻撃、地面にハンターを麻痺させる電気の塊を残留させるなど、ハンターへの攻撃方法が増加している。特異個体はトサカが非常に大きくなっているのが特徴で、跳びかかりから後方へ気絶効果の砂を飛ばす、麻痺ブレスを一度に5発以上放つ、広範囲を巻き込む麻痺ブレスを吐くなど行動が大きく変化している。なお、この麻痺ブレスで自分まで麻痺してしまうことがある。

### イーオス
- 登場作品：MH／MHG／MHP／MH2／MHP2／MHP2G／MH4／MH4G／MHX／MHXX／MHF
- 作品中の分類：竜盤目鳥脚亜目走竜下目イーオス科
- 全長：約581センチメートル／全高：約190センチメートル／脚裏のサイズ：約45センチメートル

ランポスの近縁種であるが、眼はかなり小さく、毒々しい赤色をした鱗は小さく目立たないために皮膚はぬめったような質感で、頭部が丸く膨らんだ形になっている。さらに身体も前肢の指は2本で後肢に鉤爪を持たない。牙の本数も少ないが、喉元に毒袋があり、分泌した毒液を吐きつける。イーオスから採取できる素材は、ランポス系列種のなかでは非常に優秀な特性を持つが、強力な毒を持つ危険な鱗は毒抜きをしなければ活用はできず、この自らの毒に耐えるためにイーオスは生命力が強いとされている。
暖かい場所を好み、生息場所は火山や沼地、ジャングルなどで幅広いという設定である。他の鳥竜種の群に混ざっていることもある。捕食の際には発達した大顎を用いる。毒液を用いて仕留めた昆虫を主食とするが、死肉をあさったり大型動物を襲うこともあり、ハンターにも攻撃を仕掛けてくる。

### ドスイーオス
- 登場作品：MH／MHG／MHP／MH2／MHP2／MHP2G／MH4／MH4G／MHX／MHXX／MHF
- 作品中の分類：竜盤目鳥脚亜目走竜下目イーオス科
- 全長：約774.6センチメートル／全高：約241センチメートル／脚裏のサイズ：約58センチメートル

イーオスのリーダー。膨らんだ頭の上に、さらに紫色の大きなトサカがある。
毒の継続時間もイーオスより長く、上位クラスのドスイーオスは小型飛竜並の体力をもつ者もいる。
MHFに登場する変種は、ドスランポス変種と同様にフォワード.2以降は攻撃力が非常に高い一方で肉質は柔らかく、弱点属性が変化している。激個体は吐いた毒が霧となり漂い、次第に広範囲に拡散する。MHFのG級では噛み付き攻撃の際に毒液を撒き散らし、上空から毒ブレスを吐いたり、素早いタックル攻撃などを新たに繰り出すようになった。

### イャンクック／イャンクック亜種
- 別称（原種）：怪鳥（かいちょう）
- 別称（亜種）：青怪鳥（あおかいちょう）
- 登場作品（原種）：MH／MHG／MHP／MH2／MHP2／MHP2G／MH4／MH4G／MHX／MHXX／MHWs／MHF
- 登場作品（亜種）：MHG／MHP／MH2／MHP2／MHP2G／MH4／MH4G／MHF
- 作品中の分類：竜盤目鳥脚亜目鳥竜下目耳鳥竜上科クック科
- 全長：約919センチメートル／全高：約321センチメートル／脚裏のサイズ：約115センチメートル

桃色の甲殻や巨大な嘴、大きな襟巻き状の耳が特徴のワイバーン型鳥竜種。大きな耳のおかげで聴覚が発達している。嘴はしゃくれて上あごに被さる。
大きな嘴をシャベルのように使用して、地中のミミズや昆虫を土ごとすくい上げて食べるとされる。個体ごとに縄張りを持ち、年に1回、オス同士が集団で争って縄張りを決める。繁殖期には卵を抱くため、メスの腹部に「クックファー」と呼ばれる毛が生え、これは毛皮用にとハンターに狙われることもあると設定されているが、ゲーム中には登場しない。
戦闘時には高熱を帯びた液体を吐いて攻撃してくる。また、音爆弾を受けると一定時間、気絶したような状態になるが、その後怒り状態になる。小型で体力も少なく、攻撃力も高くないため、初心者ハンターにとっては最初の大型モンスター討伐の目標となることが多く、今後のハンター生活の登竜門となるという設定である。また、攻撃や移動などの動作に他の飛竜と共通する部分が多いため、より強力な飛竜と相対するための練習相手ともなる。上記の理由でプレイヤーからは「先生」と呼ばれ、それを元にした称号もある。MHFの公式サイトの初心者向けマナー講座では、実際に先生役を担当していた。特定のクエストでは、全高が人間の半分ほどしかない個体も出現する。MH4では、未知の樹海にのみ出現する。突進直後や振り向きざまについばみ攻撃を繰り出すようになった。
特異個体は耳が非常に大きい。ハンターを蹴散らすように走り回り、火柱を上げながら進行して広範囲を焼き尽くす火炎液などを放つほか、バックジャンプ時にリオレウスのように火炎液を前方に吐く。亜種の特異個体は下あごの嘴がさらに肥大化し、火炎液の代わりにバウンドする火球を吐いたり、嘴を地面に突き刺す攻撃を行う。ステップと共に嘴を地面に突き刺した場合、刺さった場所は落とし穴のような地形に変化する。ハンターが落とし穴にかかると一定時間動けなくなり、完全に無防備な状態となる。MHFのG級では、ついばみ攻撃と同時に幾度もの爆発を伴うようになった。

### イャンガルルガ／傷ついたイャンガルルガ／二つ名イャンガルルガ
- 別称（通常個体／特殊個体）：黒狼鳥（こくろうちょう）
- 別称（二つ名）：隻眼（せきがん）
- 登場作品（通常個体）：MHP／MH2／MHP2／MHP2G／MH4／MH4G／MHX／MHXX／MHWI／MHF
- 登場作品（特殊個体）：MHP2G／MHWI
- 登場作品（二つ名）：MHX／MHXX
- 作品中の分類：竜盤目鳥脚亜目鳥竜下目耳鳥竜上科ガルルガ科
- 全長：約1290センチメートル／全高：約423センチメートル／脚裏のサイズ：約162センチメートル
- テーマ曲：唸る一匹狼

尖った大きな嘴と襟状の耳飾を持つ鳥竜の一種。イャンクックに似た姿をしているが、全身が紫色の甲殻に覆われ、棘などが発達している。また、尻尾の先端には猛毒を持つ。
非常に好戦的かつ狡猾な性格で、自らイャンクック等の縄張りを侵して殺戮を行うこともある。その性格と行動ゆえに生傷が絶えず、ほとんどの個体が傷を負っている。しかし、自ら殺戮した生物はたべることはなく、その生態は不明。また、子育てをせず、イャンクックの巣に托卵する。
作中においてその存在が知られていなかった頃は、イャンクックあるいはその亜種と誤認され、「イャンクックの討伐」依頼で本種に出くわすこともあったという設定である。
嘴を用いたついばみ攻撃に加え、サマーソルトや炎のブレスの3連射など、イャンクックとリオレイアを掛け合わせたようなモーションを繰り出す。傷のある個体は非常に怒り状態になり易い。怒り状態では瞬発力さが上昇し、落とし穴にかかっても即座に脱出する。『MHP2G』では、全く傷のない個体が出現するクエストもある。こちらは傷のある個体に比べて一部の肉質は軟らかく、比較的怒りにくいという特徴がある。動きが軽快ながらも、全身の甲殻が非常に硬い。『MHP』では『MH2』との連動で登場し、こちらは討伐を重ねるごとにサイズや体力が上昇していく。『MHP2』では、イャンクックを10頭以上討伐すると登場する。MHPの頃に比べて甲殻が柔らかくなったが、飛竜種全体で見れば硬い甲殻を持つ。『MHP2』では、上位クラスのイャンガルルガは出現しないが、『MHP2G』では上位以上も登場し、G級では2頭同時狩猟のクエストが存在する。『MH4』では未知の樹海にのみ出現する。イャンクックと同様のついばみ攻撃が追加されており、バックジャンプ時にサマーソルト攻撃も仕掛けてくるようになった。
MHXでは、二つ名持ちモンスターと称される特殊個体モンスターが登場。尻尾に猛毒より体力の減りが早い、劇毒がつく。スキル「毒無効」を発動させると、猛毒に軽減させられる。大きさは通常個体の最小サイズよりも小さい。
『MHF』の特異個体は咆哮が超高級耳栓でないと防げなくなり、攻撃にも咆哮を多用するようになったほか、サマーソルト攻撃で尻尾から多量の毒液を噴出する。また、翼爪や背中の棘などがより大きく、鋭利になっている。『MHF』のG級では、既存の炎ブレス攻撃が火炎毒ブレスになった。ブレスを発射すると同時に頭部から周囲へ毒霧を放出し、直撃すると大ダメージと毒の状態異常を同時に受ける。

### ゲリョス／ゲリョス亜種
- 別称（原種）：毒怪鳥（どくかいちょう）
- 別称（亜種）：紫怪鳥（しかいちょう）[† 3]
- 登場作品（原種）：MH／MHG／MHP／MH2／MHP2／MHP2G／MH4／MH4G／MHX／MHXX／MHWs／MHF
- 登場作品（亜種）：MHG／MHP／MH2／MHP2／MHP2G／MH4／MH4G／MHF
- 作品中の分類：竜盤目鳥脚亜目鳥竜下目ゲリョス科
- 全長：約1013センチメートル／全高：約457センチメートル／脚裏のサイズ：約130センチメートル
- テーマ曲：毒霞（MH-MHP、MHP2G）[† 4]／湿原に咆える奇獣(MH2-MHP2)[† 5]

鳥竜種の中では比較的がっしりとした体格で、肉厚なゴム質の表皮を持つ。その弾力性と絶縁性のため、打撃攻撃と雷属性の攻撃に対して非常に強い一方、絶縁体として重宝され、毒属性の武器だけでなく、雷属性を帯びる武器の柄などにも利用されているという設定である。また、尻尾は非常によく伸び縮みする。トサカと上方向に湾曲した特徴的な嘴を打ち合わせ、火打石のようにトサカ内部の鉱物質器官を破壊することで強力な閃光を生み出し、外敵の目をくらませることができる。体液は「狂走エキス」と呼ばれ、持久力のもとになっている。原種の表皮は灰色をしており、亜種の表皮は紫色をしている。
カラスのように光る物を集める習性があり、ハンターが鉱石系アイテムを所持していると優先的に盗み取り、一度盗まれたアイテムは取り返せない。また、非常に臆病で狡猾であり、体力が減ると死んだふりをする。
戦闘時はついばみ攻撃や、縦横無尽に駆け回りながら毒液を吐き散らすなどの攻撃を行う。また、攻撃時にハンターが所持しているアイテムを盗むことがある。体力が減少すると死んだふりをする。この際に素材の剥ぎ取りが行えるが、死んだふりをしたゲリョスから反撃を受けることがある。『MH4』では、壁を高速で駆け回るなどのモーションが追加された。毒液の量も増加しており、傾斜面に吐きかけると重力に従って下に垂れ落ちるようになる。ついばみ攻撃にトサカを打ち付けるモーションが混ざり、ついばみ攻撃の直後に閃光を放つことがある。死んだふりをするとターゲットマーカーが自動的に解除される。
『MHF』に登場する変種は肉質が大幅に硬化し、属性攻撃がほぼ通用しないなど、防御面が強化されている。特異個体の眼は水晶のような水色をしており、尻尾が肥大化し、頭部や尻尾の先端が紫に染まっている。着弾後にその場でしばらく噴水のように吹き出る毒弾を大量に吐き出す攻撃を行う。また、予備動作なく閃光を放つ、周囲を勢いよく尻尾でなぎ払った後に後方のハンターに向けて尻尾を振り回す攻撃なども行う。さらに、睡眠状態や麻痺状態に陥ったかのように見せるなど、死んだ振り以外にも様々な状態異常の真似をする。MHFのG級では閃光攻撃と同時に毒液を自身に吹きかけて毒の霧を全身に纏う。これに触れたハンターは毒に冒されるだけでなく、霧による地形ダメージで体力が減少してゆく。『MHF』において2013年のエイプリルフール限定で配信されたクエストでは、「G」という名前の特殊な個体が登場する。この個体は、トサカを打ち鳴らして閃光とともに核爆発のようなエフェクトの爆風と熱波を広範囲に放出する技を繰り出す。この技はフィールド全域が攻撃範囲となるために、回避不能なうえに爆風を受けている最中は体力が高速で減少し続けるため、爆風を受けている最中にアイテムで体力回復を続けなければ確実に力尽きる。しかし、この技はゲリョス自身にも多大な負荷をかけることから、繰り出す度によろめき、4回目にこの動作を行おうとすると、自爆して絶命する。

### ヒプノック／ヒプノック繁殖期／ヒプノック希少種
- 別称（原種）：眠鳥（みんちょう）
- 別称（繁殖期）：蒼眠鳥（そうみんちょう）
- 別称（希少種）：蒼白眠鳥（そうはくみんちょう）
- 登場作品（原種）：MHP2G／MHF（サービス開始時より）
- 登場作品（繁殖期／希少種）：MHF
- 作品中の分類：竜盤目鳥脚亜目鳥竜下目ヒプノック科
- 全長：約835センチメートル[† 6]／全高：約408センチメートル／脚裏のサイズ：約148センチメートル
- テーマ曲：樹海の眠鳥(MHF-MHP2G)[† 7]

橙色の羽毛や鋭い嘴を持ち、他の鳥竜種よりも鳥類に近い姿をしている。ただし鳥とは異なり、翼は羽毛ではなく皮膜でできている。尾の付け根には七面鳥のような広がった飾り羽根を持ち、敵を発見するとこれを逆立てて威嚇するが、弱ってくると畳んでしまう。『ハンター大全』に掲載されている大型鳥竜種の先祖「ボルドル」と容姿の共通点があり、『MHF アニバーサリー2012 プレミアムパッケージ』に付属した資料設定集では実際にヒプノックの元デザインであると言及されている。なお、コンシューマシリーズ側では「ヒプノック」が初登場したのはMHP2Gであると記載されることが多いが、実際の初登場はMHFである。
温暖な気候を好むことから主に樹海に生息し、砂漠や密林でも目撃されている。天敵の撃退や獲物の無力化のために睡眠効果のあるガスを吐くが、この睡眠ガスは餌として食べたネムリ草や眠魚によるもので、剥ぎ取りや報酬でこれらの素材が手に入ることがある。
MHP2Gでは脚力を活かした跳び蹴りをしてくる。また、睡眠効果のあるガスを吐く。
繁殖期になると求愛のために蒼みがかった色をした羽毛に生え変わり、気性も非常に荒くなっている。他のモンスターでいうところのいわゆる「亜種」と呼称される存在に近い。
希少種は蒼白色の羽毛を持ち、寒冷期の樹海頂部でのみ姿が確認されているとされている。上空からの急降下キックや足踏み攻撃は地面に振動を起こし、その振動でバランスを崩したハンターに跳び蹴りを繰り出すコンボ攻撃を得意とする。睡眠ガスを多用する通常のヒプノックよりも肉弾戦に特化した生態になっているのは、睡眠ガスを多用したことでプレイヤーからの評価が芳しくなったヒプノックを工夫して作り直した結果であることが語られている。
MHFに登場する特異個体はその場で蹴りを数回繰り出した後に突進する攻撃や、何度も飛び跳ねてハンターを踏み潰すダンス攻撃などを使う。また、大量の睡眠ガスを前方広範囲に噴霧する攻撃や、円を描きながら走り回って睡眠ガスを撒き散らす攻撃など、睡眠ガスを用いた攻撃の種類が増えている。G級クエストではサマーソルトを行った後に全方位に強烈な催眠ガスを放出する攻撃が追加されている。また、ついばみ攻撃と同時に体内から胃石を吐き出すようになる。この胃石は一定時間が経過すると破裂して睡眠ガスを撒き散らすが、破裂する前までなら採取も可能で、睡眠袋や眠鳥の胃石などを入手できる。G級クエストに登場する繁殖期の個体はパニック走り攻撃の終わり際に膝崩れやられ効果のフェロモンガスを放出する。また、ガスを周囲に放出してからダンスするように5連続の回転キックを浴びせる攻撃も新たに追加されている。後者はダンス攻撃の攻撃範囲が非常に広いが、最初のガスが誰にも当たらなかった場合はヒプノックがその場で戸惑うという動作が見られる。繁殖期の特異個体は嘴の先端が濃い桃色に変色しており、3連続で回転ジャンプしながら広範囲をなぎ払う攻撃や、何度も跳躍しながら膝崩れやられ効果が付加された体臭を周囲に撒き散らすダンス攻撃、睡眠ガスを目の前に吐きつけた後に風圧でガスを遠くに飛ばす攻撃などを用いる。また、小さく跳躍しながら方向転換を行う習性を持つため隙が少ない。MHFのエイプリルフールクエスト用に登場したヒプノック変種は、全長が40メートルを超える巨大なモンスターであった。このヒプノックはその後もイベントクエストにて数度登場している。
ヒプノック素材から作られる武器は睡眠属性を有しているほか、繁殖期では一部の武器が水と睡眠の双属性、希少種素材の武器は全ての近接武器が雷と睡眠の双属性となっている。

### ガーグァ
- 別称：丸鳥（がんちょう）
- 登場作品：MHP3／MH3G／MH4／MH4G／MHX／MHXX／MHR／MHRS
- 作品中の分類：竜盤目鳥脚亜目真鳥下目丸鳥科

渓流などに生息する鳥型のモンスター。ウズラのようなずんぐりとした体形をしており、頭頂部には孔雀のような冠羽が生えている。翼は小さく退化しており、飛ぶことはできない。絶縁体の嘴を持ち、雷光虫を捕食する。
鳥竜種に分類されるが、生態的地位は草食種に近く、とても臆病でおとなしい性格という設定である。ユクモ村では家畜として親しまれている。
フィールド上で群れをなしており、プレイヤーの接近や大型モンスターが同じエリア内に進入するとエリア外へ逃走する。プレイヤーから攻撃を受けた場合は、ヒップアタックやついばみなどの反撃を行う場合がある。背後から攻撃などを加えると、驚いて卵やアイテムを落とす。稀に金色の卵を産み落とすことがあり、こちらは通常の卵に比べて希少価値が高いとされる。
雷光虫を捕食するという設定のガーグァだが、ガーグァそのものが絶縁体と言うわけではないため、生産できる防具ガーグァフェイクは、雷耐性がないどころかマイナスである。

### ジャギィ
- 登場作品：MH3／MHP3／MH3G／MH4／MH4G／MHX／MHXX／MHR／MHRS／MHXR
- 作品中の分類：竜盤目鳥脚亜目走竜下目狗竜上科ジャギィ科
- 全長：約365センチメートル／全高：約151センチメートル／脚裏のサイズ：約31センチメートル

エリマキトカゲのような頭部のヒレと薄い水色と橙色の体色、尾の横側に生えた黒い棘が特徴の小型の鳥竜種。
ジャギィ科の若いオスがこの名前で呼ばれ、ドスジャギィやジャギィノスと共に群れを形成し、集団での狩りを得意とする。ある程度成長したジャギィは群れを離れて単独で生活し、力をつけた後に元の群れに戻る習性を持っているとされる。
噛み付きや棘の付いた尾を振り回して攻撃してくる。火を恐れ、たいまつを灯すと接近してこなくなる。また、たいまつで何度か殴りつけるとエリアから逃走する。

### ジャギィノス
- 登場作品：MH3／MHP3／MH3G／MH4／MH4G／MHX／MHXX／MHR／MHRS／MHXR
- 作品中の分類：竜盤目鳥脚亜目走竜下目狗竜上科ジャギィ科
- 全長：約517.8センチメートル／全高：約175.4センチメートル／脚裏のサイズ：約39.8センチメートル

メスのジャギィ。垂れ下がった耳に灰色と橙色の体色が特徴。オスのジャギィとは異なり、尾に棘は生えていないが、オスと比較して一回り体型が大きい。
巣の周辺で行動し巣を守りながら子育てを行うという設定である。オスに比べると活動的ではなく、時折巣の近くで睡眠を取っていることがある。縄張りに侵入されると目を覚まし、体当たりや噛み付きで侵入者を攻撃する。

### ドスジャギィ
- 別称：狗竜（くりゅう）
- 登場作品：MH3／MHP3／MH3G／MH4／MH4G／MHXR
- 作品中の分類：竜盤目鳥脚亜目走竜下目狗竜上科ジャギィ科
- 全長：約934.3センチメートル／全高：約350.6センチメートル／脚裏のサイズ：約67.2センチメートル
- テーマ曲：孤島の簒奪者たち[7]

ジャギィの群れを率いるリーダー。単独生活で力をつけたオス同士の競争に勝った個体が、その群れのリーダーになるという設定である。巨大なエリマキ状のヒレは「王者のエリマキ」と呼ばれ、ジャギィのリーダーの象徴であり、大きく立派なエリマキを持つ個体ほど強大であるとされる。また、背中に灰色の体毛を生やしているほか、青灰色に橙の模様が入っている。
縄張り意識が強く、自分以外の大型モンスターもハンターと同じく攻撃対象にし攻撃する。異なる鳴き声を使い分け、ジャギィやジャギィノスを呼び寄せて攻撃を指示し、自身も棘の付いた尻尾を振り回したり、体当たりで攻撃する。G級のドスジャギィは、移動速度が大幅に上昇している。

### バギィ
- 登場作品：MH3／MHP3／MH3G／MHR／MHRS／MHXR
- 作品中の分類：竜盤目鳥脚亜目走竜下目狗竜上科バギィ科
- 全長：約389.4センチメートル／全高：約166.9センチメートル／脚裏のサイズ：約33.3センチメートル

頭部の前方に突き出たトサカと青白い体色、背中に生えた黒灰色の体毛が特徴の小型鳥竜種。ジャギィと異なり、雌雄での特徴の違いや体格差は見られない。
寒冷地帯に生息しており、リーダーであるドスバギィを中心とした群れで生活している。攻撃手段や習性など、ジャギィとの類似点があることから、作中ではジャギィの近縁種とされている。食料の乏しい極寒地帯で狩りの成功率を上げるために、催眠効果を持つ液体を口から吐き出す。
フィールドを移動している際に遭遇すると集団で襲い掛かってくる。噛みつき攻撃のほかに、催眠効果がある液体を吐きかけてくる。液体を浴びると強烈な眠気に襲われ、睡眠状態に陥る。元気ドリンコを使えば眠り状態にならない。

### ドスバギィ
- 別称：眠狗竜（みんくりゅう）
- 登場作品：MH3／MHP3／MH3G／MH4[† 9]／MH4G[† 9]／MHR／MHRS／MHXR
- 作品中の分類：竜盤目鳥脚亜目走竜下目狗竜上科バギィ科
- 全長：約1048.9センチメートル／全高：約412.4センチメートル／脚裏のサイズ：約68.7センチメートル

バギィの群れを率いるリーダー。特徴的な頭部の大きなトサカは「王者のトサカ」と呼ばれ、ドスジャギィのものと同様、群れのリーダーの象徴であり、大きく立派なトサカを持つ個体ほど強大であるとされる。また、このトサカはドスジャギィのエリマキに比べて耐久値が高い。ドスジャギィと同様、鳴き声で群れを統率する。
戦闘時は鳴き声で手下のバギィを呼び寄せ、ハンターを取り囲んで催眠液を一斉発射させて眠らせようとする。ドスバギィ自身も催眠液を吐きかけたり、体当たりや尻尾で攻撃してくる。睡眠ブレスによる状態異常は、眠る直前に元気ドリンコを飲むと解消する。G級のドスバギィは、バックジャンプと同時に睡眠ブレスを吐く攻撃を行う。

### フロギィ
- 登場作品：MHP3／MH3G／MHR／MHRS／MHXR
- 作品中の分類：竜盤目鳥脚亜目走竜下目狗竜上科フロギィ科

橙色の体色、喉元にある蒼白色の袋が特徴の小型鳥竜種で、姿はジャギィノスに似ている。
水没林や火山などに生息している。群れで行動し、群れのリーダー対しては非常に忠実であり、戦闘の際にはリーダーを守ろうとする。イーオス同様、毒を吐き出し、獲物を追い詰める戦法を得意とする。毒が染み出てくる牙はボウガンの弾の調合等にも利用される。

### ドスフロギィ
- 別称：毒狗竜（どくくりゅう）
- 登場作品：MHP3／MH3G／MH4[† 9]／MH4G[† 9]／MHR／MHRS／MHXR
- 作品中の分類：竜盤目鳥脚亜目走竜下目狗竜上科フロギィ科

フロギィの群れを率いるリーダー。通常のフロギィよりも、頭部と喉元にある袋状の毒腺が大きく膨らんでおり、腕部の鱗や爪が飛竜の甲殻のように堅く発達しているほか、尻尾の付け根部分はアカエイのように左右に広がっており、そこに棘のようなものが生えている。
出血性の毒に対する抵抗力は非常に強く、そのような毒を持つキノコや昆虫などを自ら積極的に捕食する。一方、麻痺性や昏睡性の毒に対する抵抗力は高くはなく、影響を受けやすい。
素材は危険な性質を持つ反面、毒を仕込んだ武器の開発においては非常に有用とされる。
群れの中でとりわけ大きく、毒の成分が強いオスの個体がドスフロギィとして群れのリーダーを務める。
縄張り意識が非常に強く、アンジャナフやリオレウスなどのような強力なモンスターに対しても縄張りを守るために立ち向かう様子が確認されることがある。
戦闘の際には、滞留する霧状の毒ブレスを吐く。喉元の毒腺を破壊されると毒の滞留時間が非常に短くなる。G級クエストのドスフロギィは、バックジャンプと同時に毒霧を放つ攻撃を行う。MHRでは、球状の毒液ブレスも吐いたりする。

### クルペッコ／クルペッコ亜種
- 別称（原種）：彩鳥（さいちょう）
- 別称（亜種）：紅彩鳥（べにさいちょう）
- 登場作品（原種）：MH3／MHP3／MH3G／MH4[† 9]／MH4G[† 9]／MHXR
- 登場作品（亜種）：MHP3／MH3G／MH4G[† 9]／MHXR
- 作品中の分類：竜盤目鳥脚亜目鳥竜下目声鳥竜上科ペッコ科
- 全長：約863センチメートル／全高：約447センチメートル／脚裏のサイズ：約117センチメートル

頭部にラッパのような形状の発声器官を持ち、喉にはグンカンドリに似た風船のように大きく膨らむ鳴き袋がある。黄色や緑を混ぜたような独特の体色をしており、翼爪は蹄のように硬く、これを火打石のように打ち出すことで瞬間的な爆発を起こす。尻尾は扇のように広がり、興奮時には膜の部分が赤く変色する。
陽気な性格をしており、リズムを取ってダンスを踊る習性がある。幼体期は巣で育ち、踊りの練習中に巣から落ちて命を失ってしまうことも多いため、成体にまで成長するのはごく少数とされている。空腹の際、水辺まで移動し大きな嘴で水中の魚を捕食するが、時々他の小型モンスターに横取りされることもある。他のモンスターの鳴き真似が得意とされており、危険を感じると、救援を求める鳴き声を発して大型のモンスターを呼び出すが、呼び出した大型モンスターにクルペッコ自身が食べられてしまうこともある。
発火性の強い胃液を吐き出すことがあり、この攻撃を受けたハンターは一定時間火に対する耐性が弱くなる。また、MHP3・MH3Gでは全耐性が弱体化する。発声器官から奏でる音は、他のモンスターに癒しの効果を与えたり、闘争本能を呼び起こすなど、狩猟笛のような効果を持つ。また、この鳴き真似は小型のモンスターを追い払うときにも使用する。G級クエストのクルペッコは、エリア内の大型モンスターをすべて眠らせる音色を放つ。この音色を奏でているときにクルペッコを怯ませると、クルペッコ自身も眠り始める。鳴き真似や鳴き声は音爆弾を投げることで中断させ、動きを止めることができる。攻撃を続けて怯ませることでも中断することができ、怯ませた場合、その鳴き声の効果はハンターが横取りできる。嘴を破壊すると、鳴き声の効果が出るまでの時間が長くなる。
MHP3より亜種が登場。鮮やかな紅い体毛を持つ。原種同様モンスターを呼ぶほか、亜種は火打石の代わりに電気石が両翼に付いており、これを打ち合わせて電気を発したり閃光を放つことができる。また、発声器官が原種より発達しており、バインドボイスも放ってくる。特定のダウンロードクエストでは高さがハンターより小さい個体が登場する。また、MHP3の集会浴場の温泉でガーグァのオモチャを浮かべるアクションを続けていると、時々鳴き声と共にクルペッコのオモチャが、さらにHR4以上では稀にクルペッコ亜種のオモチャが出てくることがある。

### マッカォ
- 登場作品：MHX／MHXX
- 作品中の分類：竜盤目鳥脚亜目走竜下目狗竜上科マッカォ科
- 全長：

古代林に生息する小型の鳥竜種。赤色がかった頭部に緑色の鳥の羽毛のような体毛で覆われた胴体が特徴。尻尾は短く太めで、先端部は複数の瘤が付いている。
ランポス種やジャギィ種などと同じく社会性を持ったモンスターで、ドスマッカォと呼ばれるボスとなる個体を中心とした群れを作って生活している。鳥竜種の中では尻尾の筋肉と脚力が発達しており、主に尻尾を使って立ち上がり自由になった後脚からの蹴り攻撃を行ってくる。上記の通りボスのドスマッカォと共に集団で外敵や獲物と戦うことも多いが、ドスマッカォが不利になると自分達だけ逃げ出したり、ドスマッカォの呼び声にも反応せずそのまま見捨ててしまうこともあるという。

### ドスマッカォ
- 別称：跳狗竜（ちょうくりゅう）
- 登場作品：MHX／MHXX
- 作品中の分類：竜盤目鳥脚亜目走竜下目狗竜上科マッカォ科
- 全長：
- テーマ曲：跳躍のアウトロー[8]

マッカォの成長した個体で、身体が倍以上に巨大化、頭部もより赤身が増し、後頭部には大きな飾り羽のようなものが伸びている。尻尾の瘤も鋭利な棘状に変化している。
成熟したことで同種のリーダーとして振る舞うようになった個体で、群れを統率して集団で獲物に襲いかかる。他にも他のモンスターの巣から卵を盗み出し、それを餌とすることもある。元より強かった尻尾の筋力は尻尾だけで身体の全体重を支えられるほどまで向上しており、その尻尾をバネのように使って超高速で相手に跳びかかってのキック攻撃をかましてきたり、その場で地団駄を踏むような連続ジャンプに併せて尻尾をハンマーの如く叩きつけて来るなど、より尻尾を活用した攻撃を駆使する。ただし、尻尾についているスパイクが壊れてしまうと尻尾で立った時のバランス感覚が微妙に狂い、跳躍後の着地に失敗して転倒してしまうようになる。また、群れのリーダーと言っても統率力はそれほど高くはなく、自身が窮地に陥ると配下のマッカォを呼んでも来ないというケースもままある。

### ホロロホルル／二つ名ホロロホルル
- 別称（原種）：夜鳥（やちょう）
- 別称（二つ名）：朧隠（おぼろがくれ）
- 登場作品（原種）：MHX／MHXX
- 登場作品（二つ名）：MHXX
- 作品中の分類：竜盤目鳥脚亜目鳥竜下目ホロロホルル科
- 全長：
- テーマ曲：古代の息吹[9]

フクロウによく似た形態のモンスターで、古代林や原生林など熱帯地方に生息する。大型モンスターに分類されるが、全体から見てとりわけ巨大というわけではない。全身をこの自身の別名から取られた夜鳥藍と呼ばれる濃い藍色の羽毛で覆い、一方の腹の部分は黒、首周りは金色の羽毛を纏っているのが特徴で、頭にはウサギの耳のような長い耳が垂れ下がっているが、怒り時にはこの耳が大きく屹立し、裏側が赤く染まる。両翼にも長く頑強な三本の翼爪が仕込まれており、これも怒った際に扇のごとく展開される。目が真正面についている分視野が狭いと予想されるが、代わりに首の可動域が広く、後方を確認する時はその首を180度近く回すことで対処する。
生態は猛禽類に近く、標的を見つけると素早く上空から奇襲をしかけ、そして後脚の鋭利な爪で獲物を仕留める。戦闘時には翼を振り回して敵をなぎ払ったり、低空からの突進で相手を攻撃する。さらにホロロホルルの体毛の中には鱗が変化した羽鱗が多く含まれており、この羽鱗を着地時や翼を振った際に撒き散らし、時に翼を使って羽鱗の膜を相手に向けて飛ばそうとするのだが、この羽鱗には生物の平衡感覚を狂わせる成分が含有されていて特に人間がこれを吸い込むと前後不覚の状態に陥り、前を進もうとしても後ろの方に歩いてしまったりとその動きに著しい支障をきたす。それに加えて口からの超音波を翼で反響集束させた催眠波として放射し、それを浴びた相手を昏睡状態に追いやるなど、様々な状態異常を引き起こす攻撃を駆使することから「幻惑の魔術師」と呼ばれている。夜行性だとされるが、日中でも問題なく活動が可能。
その独特の色合いは人間から見ても人気があり、このホロロホルルの素材から作られた衣装は舞踏会や祝祭などの公的な催事に着る高級品として重宝され、さらに本種の肉は食用になることも確認されている。
MHXXでは、二つ名持ちモンスターと称される特殊個体モンスターが登場。

### クルルヤック
- 別称：掻鳥（そうちょう）
- 登場作品：MHW／MHWI／MHR／MHRS
- 作品中の分類：竜盤目鳥脚亜目走竜下目ヤック科クルル属
- 全長：約901.24センチメートル／全高：約338センチメートル／脚裏のサイズ：約70センチメートル

乾燥地帯を中心に生息する鳥竜種。砂色の鱗と頭部と前脚に鮮やかなオレンジ色の飾り羽を持つ。頭部の大部分は大きな嘴になっており、翼は持たないが発達した後脚で二息歩行する。前脚は細いものの、指は長く大きく発達し様々な物を持つことができる。
性格は温厚で、目の前にハンターが現れても気にする素振りすら見せない。その特徴的な前脚で様々な物を持つことを得意とし、地面から掻き出した岩を器用に持ち攻撃や防御に利用するなど知能も高い。また岩を持っている時の本種は気が大きくなっているらしく、自身より大型のモンスター相手にも果敢に立ち向かうことがある。モンスターの卵を好物としており、巣から卵を盗み出し安全圏に逃れてから殻を割って中身を食べる。そのため巣から卵を抱えて足早に去っていく姿を目撃することがある。たまに間違えて自分の卵を食べてしまうことがある。なお、子が孵化するまで親個体は絶食する。
通常の戦闘では大きな嘴でのついばみや前脚によるひっかき、跳躍しての飛び掛かりを主に使用してくる。特徴的な行動として地面から岩を掘り起こして戦闘に利用することがあり、岩を叩きつける、投げつけるなどの攻撃や岩を前面に抱えて盾として利用するなど狡猾な戦い方をする。またダメージを受けたり天敵との遭遇で驚いたりすると岩を落としてしまう。

### ツィツィヤック
- 別称：眩鳥（げんちょう）
- 登場作品：MHW／MHWI
- 作品中の分類：竜盤目鳥脚亜目走竜下目ヤック科ツィツィ属
- 全長：約894.04センチメートル／全高：約351.53センチメートル／脚裏のサイズ：約99センチメートル

陸珊瑚の台地に生息する鳥竜種。クルルヤックに似た骨格をしているが深い青色の鱗を持ち、頭部に嘴はなく口内には牙が並び、2本の触覚のような器官がある。後脚には鋭い爪があり、縄張りの主張や戦闘に使用される。
発達した後脚により、陸珊瑚の台地の起伏に富んだ地形を難なく移動する。頭部の器官は「発光膜」と呼ばれる発光器官であり、ツィツィヤックの意思によって自由に開閉し、扇状に広げて前方広範囲に強烈な光を発する。この器官を利用して獲物であるラフィノスを墜落させ捕食する他、外敵に対する対抗手段としても使用する。同地域に生息するシャムオスとは敵対関係にあり、互いにけん制しあう姿が目撃できる。
器用な前脚を利用した引っかきや閃光膜による発光といった戦法を録る。また、ジャンプからの尻尾による叩きつけは、防具を着ない状態で戦った場合、致命傷になることがある。

### プケプケ／プケプケ亜種
- 別称（原種）：毒妖鳥（どくようちょう）
- 別称（亜種）：水妖鳥（すいようちょう）
- 登場作品（原種）：MHW／MHWI／MHR／MHRS
- 登場作品（亜種）：MHWI
- 作品中の分類：竜盤目鳥脚亜目鳥竜下目プケプケ科
- 全長：約1102.45センチメートル／全高：約338.27センチメートル／脚裏のサイズ：約146センチメートル

温厚な性格の鳥竜種。体の一部が羽毛で覆われており、カメレオンのような頭部と伸びる舌、カラフルな尻尾が特徴。　
各種感覚器官が非常に発達している事が確認されており、縦長の瞳孔が目立つ大きな眼球は色を識別する能力に非常に長けており、これにより遠目からでも外敵の存在を視認する事が可能。さらに嗅覚も鋭敏で、離れた場所からでも容易に餌の位置を把握したり、近くに身を潜めた外敵の気配を察することができる。　
首元には「喉袋」と呼ばれる特有の器官があり、植物を摂取した際には下方に向けて大きく膨らむ。また、尻尾にも同様に食物を溜め込むことが可能で、普段は細長いが、場合によっては胴体よりも太くなることがある。
体内には毒液を持ち、木の実などの植物を食べて口内や尾に溜め込み、毒液と混ぜることで強力な毒ブレスを放つことができるとされる。 
食欲旺盛な性格で、主にアオキノコやはじけクルミを食べて生活しており、舌を自在に伸縮させ、絡めとるように掴んで捕食する。MHRの登場シーンではアオキノコを舌を使って器用に食べる様子が見られる。食料の多い森の奥地に滞在していることが多いが、しばしば乾燥地帯にも進出する個体が見受けられる。 
ハンターが視界に長く居座ると攻撃してくる。戦闘では毒液を吐きかけたり、尻尾の先端から毒ガスを噴射したり、舌を鞭のように振り回すなどの攻撃パターンを持つ。自分よりも弱いと判断した相手には攻撃をするものの、リオレイアなどの強力な相手が出てくると怖気付き、別のエリアへと去っていく。この時、普段とは違い瞳孔が縦向きから横向きへと変わる。
MHWIでは亜種が登場。通常種とは活動域や生態が大きく異なり、「陸珊瑚の台地」などの限られた範囲でのみ目撃される。性格は基本的に通常種よりも臆病で繊細な性質を持つらしく、他種の大型モンスターと激しく交戦している様子はほとんど確認されていない。
赤い体色と黄色い羽根の鮮やかな外見をしており、後述のように口や尻尾から強烈な水流として噴射する生態を有することから「水妖鳥」と呼称される。、陸珊瑚の卵を主食としていることが確認されており、その体色は餌として摂取してきた陸珊瑚の色素が自身に反映されたものと考えられている。口内には暗い紫色をした肉厚の舌を伸ばし、空中に放たれた陸珊瑚の卵を舐め取るように捕食する。亜種の舌は通常種のものよりも伸縮性に長けており、その気になれば自身の全長より長く伸ばすことも可能とされている。大量の水を含む軟質珊瑚に豪快に首を突っ込んで吸い上げたり、苔類などを舌で絡め取るように摂取することで体内に水を取り入れている。一定量以上の水を体内に取り入れると頬袋や尻尾が大きく膨らむ。
戦闘では体内で取り入れた水を用いた水属性攻撃を繰り出す。口から水球として一度に多数をまき散らしたり、尾からは高圧水流として一直線に噴射したりする様子が見られる。尚、尻尾の先から放つ高圧水流は、小型モンスターを容易に吹き飛ばすほどの威力があり、噴射中に尻尾を曲げたり、滞空しながら尻尾を振り回すことで周囲を一掃する。

### イズチ
- 登場作品：MHR／MHRS
- 作品中の分類：竜盤目鳥脚亜目走竜下目狗竜上科イズチ科
- 全長：

雑食性の小型鳥竜種モンスター。「刃尾」と呼ばれる先端部が鎌状に発達した尻尾が特徴で茶色の体毛や上顎の発達した牙とイタチを彷彿とさせる。又、前肢にはかぎ爪を持つ。主に雌雄それぞれで群れの中で細かく序列や役割が決められており、基本的に雌の個体が巣に籠って子育てを行い、雄の個体が食糧の確保を目的に広い範囲を行動している。

### オサイズチ
- 別称：鎌鼬竜（れんゆうりゅう）
- 登場作品：MHR／MHRS
- 作品中の分類：竜盤目鳥脚亜目走竜下目狗竜上科イズチ科
- 全長：

イズチの群れを率いるリーダーたる中型の鳥竜。比較的温暖なカムラの里の近辺で生息しており、目撃情報も多いが、寒冷地にも生息しており、ドスバギィらと縄張りを争っている。
群れの中から選りすぐった精鋭のイズチ2体を従えて行動する。この2体はリーダーであるオサイズチの命令に呼応して攻撃を行い、オサイズチ自身も加わり三方向から同時に攻撃を仕掛けて逃げ道を塞いだり、それぞれが立て続けに襲い掛かる事で守りを崩そうとするなど、三位一体の巧みな連携によって獲物や外敵を翻弄する
戦闘時はイズチと同様、「刃尾」と呼ばれる鎌のように発達した尻尾を振り回して戦う。　単に振り回すだけでなく頭上から振り下ろして必殺の一撃を試みることもある。前脚の爪で引っ掻いてきたり、遠距離攻撃として口から砂利の塊も吐き出してくる。

### アケノシルム
- 別称：傘鳥（さんちょう）
- 登場作品：MHR／MHRS
- 作品中の分類：竜盤目鳥脚亜目鳥竜科目アケノシルム科
- 全長：

白い羽毛のような鱗と末端に近付くにつれて赤みを帯びる翼、口紅を引いたかのように赤く縁取られた細長い嘴、先端部が鉤状に曲がった尻尾、そして後頭部に備わった、傘のように展開する巨大な鶏冠が特徴的な鶴のような風貌をした大型の鳥竜種。イャンクックなどの他の大型鳥竜種と比較すると体格はやや細身で、前述の嘴や鶏冠によって大きく見えるものの頭部自体は小さい。
比較的温暖な気候の地域に生息するが、雪原などの寒冷地での出現報告も散見される。
食性は雑食性で主に昆虫やトカゲ、火薬草を主食としており、虫の巣などを破壊してそこから逃げ出そうとする獲物を嘴で啄むように捕食する。MHRの登場シーンではオルタロスを食べる様子が見られる。
地上では翼を自分の前で交差するように構えつつ片足だけで立った体勢を取る場合が多く、無警戒の場合はそのまま地面を蹴って跳ねるようにして移動する事もある。
骨の間にある翼膜が普段はピンと張っておらず、傘の布地の如く折り重なるような構造をしている。広がる鶏冠を構成する「鼻先」に相当する骨の付け根には、もう一つの独立した鶏冠があり、この鶏冠は楕円形で、中央が黒く染まっており、一つの巨大な目玉のようにも見える。後頭部の鶏冠を展開した場合は前の鶏冠がそれに重なるような配置となり、それは広げられた赤い唐傘の中央に大きな一つ目が存在しているかのように見えるそのため、前述した片足立ちの体勢も含めたその姿は「番傘もどきのお化け鳥」と評されており、ハンターズギルドからは《傘鳥》とも呼ばれ、一部のハンターの間では「変幻の唐傘」という異名でも知られている。
縄張り意識が強く、鳥竜種の中では比較的攻撃性が強い性格。鶏冠を展開するのは基本的には外敵に対する威嚇目的であり、この姿を見てもその場から立ち去らない相手には咆哮による最後の威嚇を行い、それでも引き下がらなかった場合、完全に外敵と判断し、積極的な排撃を開始する。
戦闘では華奢な外見に反して攻撃は大振りながらもパワフルなものが多く、特に鶏冠を用いた攻撃が特に強力である。鋭い脚の爪を活用した蹴りや、特徴的な翼や鶏冠を利用した攻撃を得意とする。翼の縁には鋭い翼爪が生え揃っており、この翼ごと振るう事で敵を切り裂いたり、展開した鶏冠ごと力強く打ち付ける頭突きや、逆に鶏冠を畳んで先端部を槍のように突き出して突進するなどの攻撃などを仕掛ける。距離を置こうとする外敵に対しては、食した火薬草に由来すると思われる発火性の体液を吐いて攻撃する事もある。この体液は球状に纏められた状態で吐き出され、地面などに着弾するとその場に炎を残しながら跳ねるように転がっていく場合もある。時には上空へ向けて火球を複数放ったり、自ら空中に飛び立って連発するなどして雨のように広範囲に炎を降り注がせるという技を見せる。屈強な個体は火炎液の扱い方もより巧みになっており、持続性が長く、急カーブする性質のある火球を放つこともある。怒ると改めて鶏冠を限界まで展開し、嘴から炎を漏らしながらより激しく攻撃を繰り出す。反面、鶏冠が頭頂部及び後頭部に位置しているため、これを用いた頭突きや突進を繰り出す瞬間や攻撃の最中に前方を確認できず、状況判断に遅れが生じる危険性があるという弱点を抱えている。
アケノシルムの持つ鱗は気品のある白色が美しい事から人気が高く、特に羽のように発達した鱗(羽鱗)は非常に丈夫で軽く、素材としての有用性も高い。その中でも上質なものはその頑丈さや鋭さからそのままでも刃物に、折り込むように何層にも重なれば盾や防具にも加工できるとされる。
また、工芸品や傘の素材としての需要も高く、様々な用途で行商人から貴族にまで幅広く重宝されている。

### オルギィ
- 別称：狡狗竜（こうくりゅう）
- 登場作品：MHRS
- 作品中の分類：竜盤目鳥脚亜目走竜下目狗竜上科オルギィ科
- 全長：

城塞高地に生息する、小型の鳥竜種。大きな耳と下顎から生える牙が特徴的。また前脚や後脚には鋭い爪も生えており、後述した狩りに関する知能も持ち合わせていることから、他の小型モンスター以上に、ハンター以外は安易に近づいてはならない存在とされる。
性格は狡猾。多くの小型肉食モンスターの例に漏れず集団で狩りを行う他、獲物が弱るのを待ち、そこを襲いかかるという小賢しさを持つ。その生態からハンターズギルドでは《狡狗竜》とも呼称している。

### タリオス
- 登場作品：MHWs
- 作品中の分類：
- 全長：

### クラノダス
- 登場作品：MHWs
- 作品中の分類：
- 全長：

### ポルケピナ
- 登場作品：MHWs
- 作品中の分類：
- 全長：

### ファルノック
- 別称：傾雷鳥（けいらいちょう）
- 登場作品：MHF-G（G1より）

樹海に生息する、ヒプノックに酷似した形態を持つ鳥竜種。全体的に青と緑、黄色が入り混じった羽毛で覆われており、頭部はアフロヘアーのように毛が球状に丸まっている。派手な体色は、繁殖期におけるメスへの求愛行動の際、他の個体よりも鮮やかな羽毛を持つ個体が惹かれあう習性をきっかけとした進化であるとされる。作中において、羽毛の美しさがファルノックのステータスであり、生息地では目立つために外敵に襲われる危険性が高いが、同時に成体は過酷な環境を生き延びた強者であるとされている。
メスを巡るオス同士の争いでは、左右にステップを踏むようなダンスを行いながら羽毛の鮮やかさを競いあう。また、他の生物を威嚇して相手が警戒しているうちに、相手が獲った獲物を横取りする。草食性の強い雑食性で、主に植物の茎や種子などを食すが、新鮮な肉も好む。激しく動いた時に羽毛が擦れて発生する静電気を蓄積し、外敵に対して放電で攻撃するという能力を持つ。
戦闘時は、軽快な足捌きでステップを踏みながら、様々な動作と共に電撃を放ち攻撃してくる。怒り状態の時は、長時間のダンスと共に5回の放電を行う。ステップを踏みながら静電気を蓄積し、広範囲にドーム状の雷を放出する技を使うこともある。扇状に5発の雷属性ブレスを放射したり、真上へ向けて無数のブレスを放ち、周囲に降り注がせるなどの攻撃も行う。また、怒り状態の時は、頭部から一定時間ごとに放電が行われ、これによってハンターを自動的に迎撃したり、罠や麻痺に陥った際に反撃の役目を果たす。
ファルノック素材を用いた防具は頭部がアフロヘアーに、衣装は袖にフリンジの着いたスーツ風のレゲエダンサーを思わせる格好のものとなる。

### フォロクルル
- 別称：華鳳鳥（かほうちょう）
- 登場作品：MHF-G（GGより）

花畑に生息する大型の鳥竜種。黄色や赤、深い藍色など様々な色に変化する色彩豊かな羽毛と、下方へ湾曲したハチドリのようなクチバシを持つ。翼からは鞭状の長い羽根が後方に伸び、尻尾を保護するように2枚の長い羽を備える。飛行しながら木の蜜を吸引し、蜜を吸引すると羽の色や翼の模様が変化する。基本的には戦闘を積極的には好まないが、花の蜜を吸うと攻撃的な性格に変貌する。様々な色に変化できる個体が、より強いフォロクルルであるとされる。メルヘンチックな狩猟地である花畑に合わせ、モンスターのコンセプトとしては「やや派手な南国の鳥」をイメージして作られている。
脚の鉤爪を使った強襲や、プレイヤーのガードを打ち崩す錐もみの滑空攻撃などを繰り出す。また、吸引した蜜を吐きつけて攻撃する、翼爪を弾丸のように飛ばす、翼や尻尾の脇から生えた尾羽を、滑空しながら絨毯爆撃のように、もしくは空中で何度も回転しながら発射するなどの攻撃も行う。飛行しながら木の蜜を吸引する動作を行うことがあるが、この際にフォロクルルの羽毛の色などが変化し、攻撃として射出する羽に様々な効果が付与されるようになる。射出される羽には毒、麻痺、睡眠など様々な効果があり、中にはプレイヤーの体力を回復させるものや、攻撃力を上昇させる効果を発揮するものがある。射出される羽に付与される効果は、フォロクルルの体色と関連している。さらに、状態異常「暗闇」を攻撃の手段として扱う唯一のモンスターであり、暗闇属性の攻撃を受けると、画面の中央部を除くほとんどが黒い霧に覆われ、視界が急激に悪化する。
フォロクルルの素材から生産可能な武器は、武器の種類ごとに付加される属性が異なる。剛種武器系統かG級武器系統かによっても異なる場合があり、火や毒、麻痺、睡眠などのほか、龍属性など、武器の種類によってバラバラである。

### トリドクレス
- 別称：照雷鳥（しょうらいちょう）
- 登場作品：MHF-G（G9より）

### アピポス
- 登場作品：MHXR

### ドスアピポス
- 別称：砂狗竜（しゃくりゅう）
- 登場作品：MHXR

アピポスのリーダー。

### 註釈
1. ↑  現実世界での恐竜に見られる鳥脚亜目とは異なる架空の設定。ゲーム中の鳥竜種は竜盤目の鳥脚亜目と分類されており、実際の鳥脚亜目は鳥盤目である。
2. ↑  2011年11月に開催されたベテランシリーズ『ディスカバリーリポート』
3. ↑  作品中では、素材名で「毒怪鳥の紫○○」と表記されている。
4. ↑  旧沼地（MHP以前の沼地）での狩猟時に大型モンスターと遭遇した際の汎用BGMとしても使用されている（MH-MHP、MHP2G）。
5. ↑  沼地での狩猟時に大型モンスターと遭遇した際の汎用BGMとしても使用されている(MH2-MHP2)。
6. ↑  『モンスターハンターフロンティアオンライン アニバーサリー2012 プレミアムパッケージ』付属の資料設定集では「全長約1200cm」と記載されている。
7. ↑  樹海での狩猟時に大型モンスターと遭遇した際の汎用BGMとしても使用されている。
8. ↑  『モンスターハンターシリーズ』10周年記念特設サイトなど
9. 1 2 3 4 5 6 7  ゲーム中には素材・武器・防具・端材のみ登場し、モンスターそのものは登場しない。